# Gerard Mesterom
Gerardus Petrus Hubertus (Gerard) Mesterom (Roermond, 10 februari 1875 – Bunde, 8 maart 1960) was een Nederlandse glazenier.

## Leven en werk
Mesterom was een zoon van wever Jacobus Gerardus Hubertus Mesterom en Maria Theresia Hubertina Aben. Hij trouwde in 1897 met Aldegonda Catharina Meijers.
Na zijn opleiding aan de Teekenschool te Roermond werd Mesterom tot glazenier opgeleid op het atelier F. Nicolas en Zonen in Roermond. Hij was er aanvankelijk figuurschilder, werd later chef d'atelier en gaf les aan Joep Nicolas. Vanaf 1926 werkte hij op het atelier van Stroucken in Roermond. In 1932 startte Mesterom aan de Oude Rijksweg in Bunde een eigen glasatelier met zijn zoons Henri (1903-1978) en Gerard (1907-1988). Mesterom ontwierp zelf glas-in-loodramen, maar verzorgde ook de uitvoering van bijvoorbeeld de drieëntwintig ramen die Henri Jonas ontwierp voor de Sint-Antonius van Paduakerk in Bleijerheide. Ook voor anderen werd werk uitgevoerd op het atelier, veelal kunstenaars van de  Limburgse School, onder wie Raymond van Bergen, Joan Collette, Charles Eyck, Hubert Levigne, Henri Schoonbrood en Matthieu Wiegman. Een aantal van hen werkte er zelf mee aan de ramen. Opdrachten kwamen onder meer binnen door Mesteroms goede contacten met architecten als Alexander Kropholler, Kees van Moorsel en Jan Stuyt. Nadat Jos ten Horn in 1950 hoogleraar werd aan de Jan van Eyck Academie maakte hij en zijn studenten gebruik van de diensten van het atelier.
Mesterom overleed in 1960 op 85-jarige leeftijd. Het atelier werd voortgezet door zijn zoons. Toen in de jaren zestig de vraag vanuit de kerken terugliep, ging het atelier zich meer richten op restauratie en export van ramen.

## Werken (selectie)
- glas-in-loodramen (1939) voor de Maria Ten Hemel Opnemingkerk in Roermond
- Maria-gedenkraam (1946) voor de Sint-Martinuskerk in Welten
- glas in lood voor de Sint-Agneskerk in Bunde
- glas in lood voor de Sint-Martinuskerk in Born
- glas in lood voor de Sint-Agathakerk in Eys

## Afbeeldingen

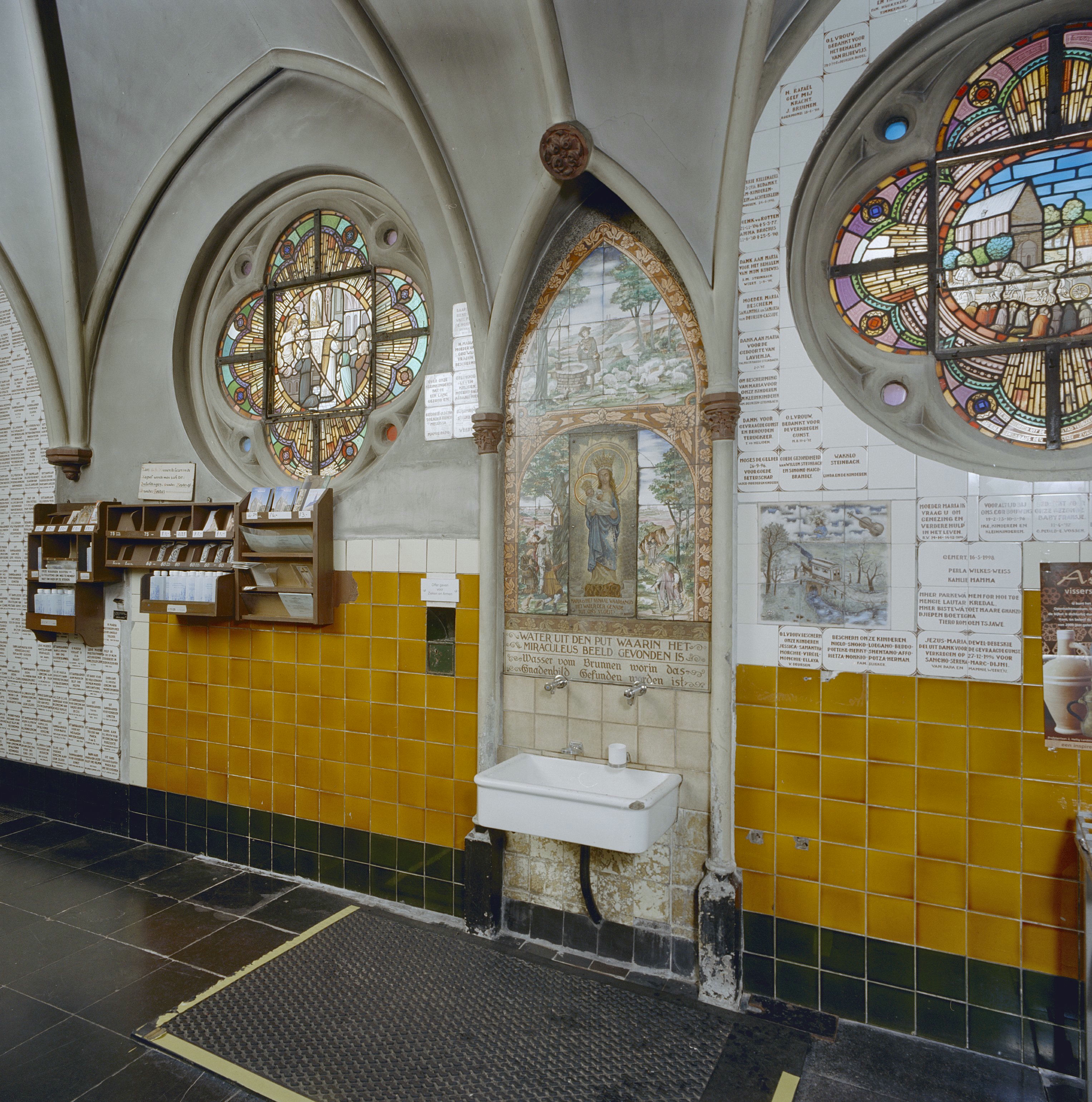
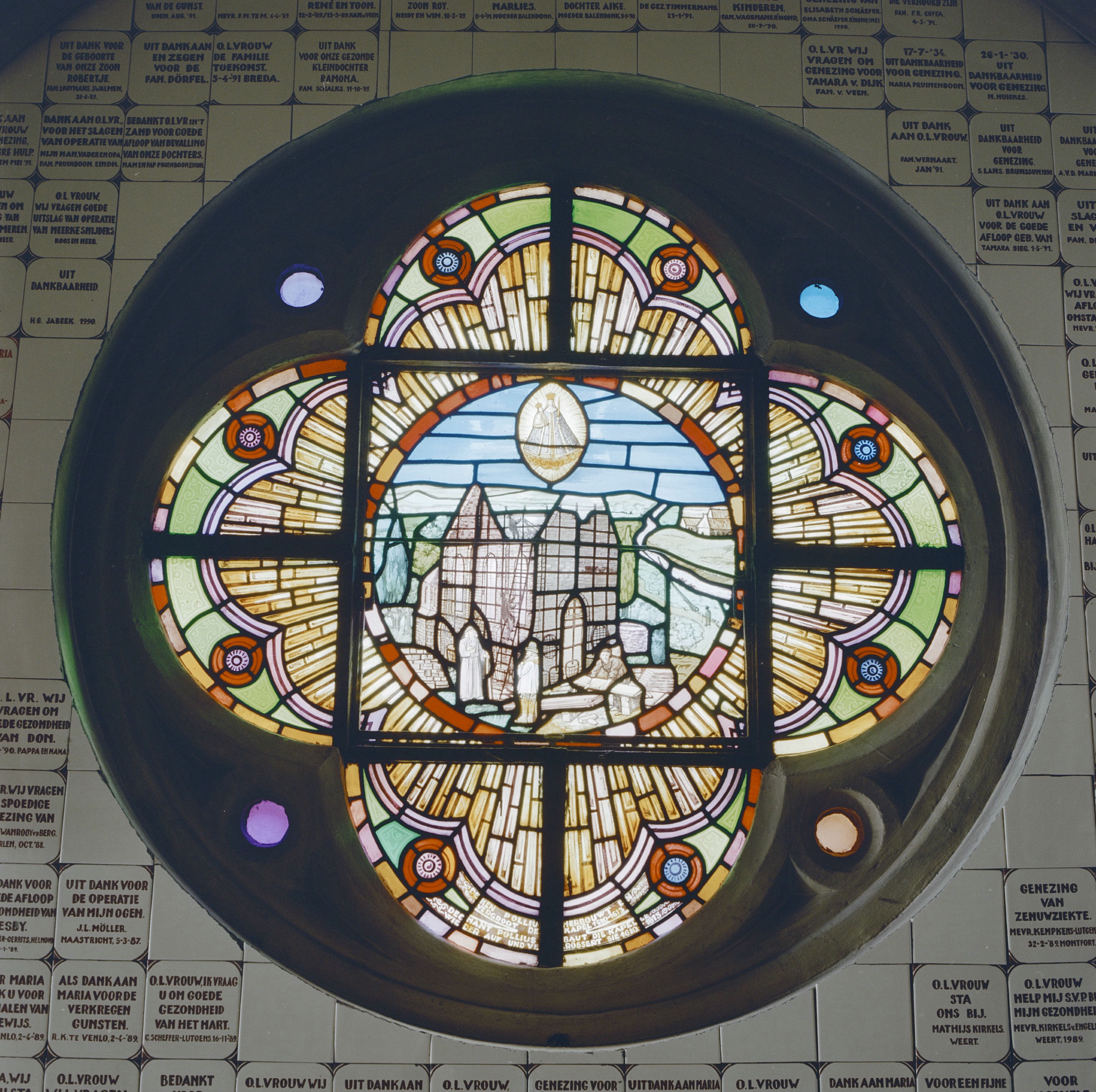
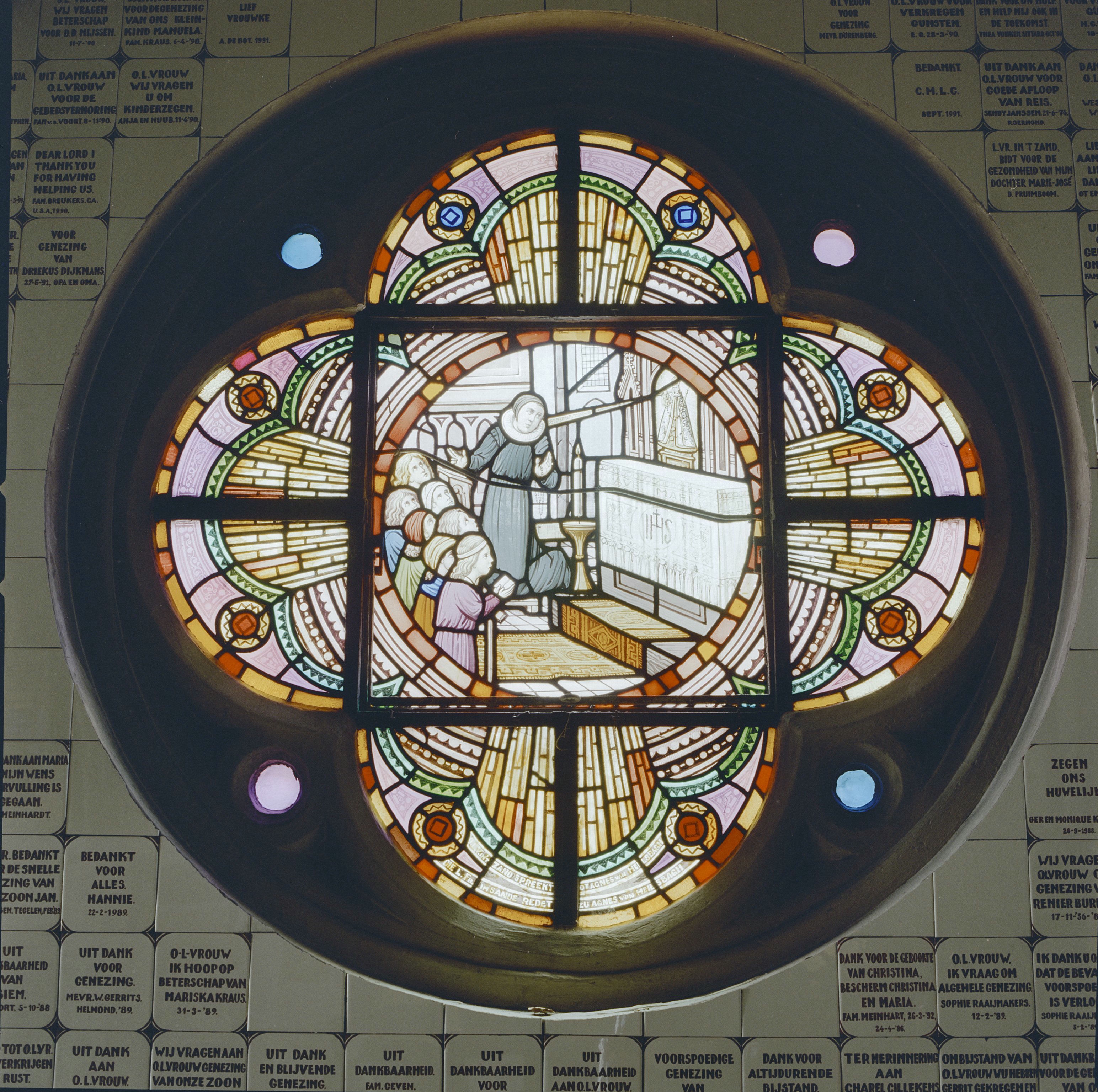